# Gnophos afflictata
Gnophos afflictata là một loài bướm đêm trong họ Geometridae.